# Fechtmeisterschaften der Deutschen Turnerschaft 1931
Die Fechtmeisterschaften der Deutschen Turnerschaft 1931 wurden am 1. und 2. August in Kassel ausgetragen. Es fanden nur Mannschaftswettkämpfe im Säbelfechten statt. Das Turnier war die vierte Austragung einer vom Deutschen Turnerschaft organisierten Mannschaftsmeisterschaft. Parallel zur deutschen Turnerschaft trug der Deutsche Fechter-Bund eigene Einzel- und Mannschaftsmeisterschaften aus. Sieger wurde der Kreis Mittelrhein mit den Fechtern Wilhelm Schöndube, August Heim, Kurt Wahl, A. Bauer und Julius Thomson.

## Modus und Organisation
In regionalen Vorausscheidungen qualifizierten sich fünf Kreismannschaften für das Finale in Kassel. Der Kreis Bayern trat jedoch zum Finale nicht an, obwohl er sich qualifiziert hatte. Jede Mannschaft focht gegen jede andere. Die einzelnen Mannschaften bestanden aus vier Fechtern und einem Ersatzfechter.
In einem Mannschaftskampf focht jeder Fechter gegen alle Fechter der gegnerischen Mannschaft auf fünf Treffer. Jedes Einzelgefecht wurde von einem Kampfgericht bestehend aus einem Kampfleiter, einem Obmann und vier Kampfrichtern geleitet und dauerte maximal acht Minuten. Nach Zeitablauf wurde beiden Fechtern die Differenz zwischen fünf und der Anzahl der Treffer des am häufigsten getroffenen Fechters zu den erhaltenen Treffern hinzugezählt. Die Mannschaft mit der höheren Anzahl an Siegen gewann den Kampf. Bei gleicher Anzahl an Siegen gewann die Mannschaft mit weniger erhaltenen Treffern. Waren auch diese gleich, ging der Mannschaftskampf unentschieden aus. Ein Sieg wurde mit zwei Punkten gewertet, ein Unentschieden mit einem Punkt.
Jeder Kreis stellte einen Kampfrichter, zwei weitere Kampfrichter kamen aus der Ausrichterstadt Kassel. Das oberste Schiedsgericht bildeten der Fechtwart der Deutschen Turnerschaft Ludwig Staffen sowie die Kreisfechtwarte Schubert und Sevin. Die Mannschaftskämpfe begannen am Samstag, den 1. August und wurden am 2. August fortgeführt. Austragungsort war die Turnhalle des Realgymnasiums 2 in der Nähe des Hauptbahnhofes. Am Sonntagabend wurde die Siegerehrung durchgeführt, am Montag, den 3. August stand eine Besichtigung der Kasseler Sehenswürdigkeiten und der Wilhelmshöhe auf dem Programm.

## Ergebnisse

### Verlauf
Die Mannschaft des Kreises Mittelrhein gewann alle ihrer Mannschaftskämpfe und das Turnier mit sechs Punkten und 34 gewonnenen Einzelgefechten. Sachsen belegte den zweiten Platz mit nur einer Niederlage gegen Mittelrhein. Brandenburg konnte keinen Mannschaftskampf gewinnen und belegte den letzten Platz unter den angetretenen Mannschaften. Beste Einzelfechter wurden Schöndube und Heim vom Kreis Mittelrhein sowie Postel und Berthold vom Kreis Sachsen.
| Nr. | Kreis                  | Brandenburg                         | Sachsen                             | Bayern | Mittelrhein                        | Hannover                            | Punkte | Siege | erh. Treffer | Platz |
| --- | ---------------------- | ----------------------------------- | ----------------------------------- | ------ | ---------------------------------- | ----------------------------------- | ------ | ----- | ------------ | ----- |
| 1.  | Kreis IIIb Brandenburg |                                     | 0 {\displaystyle {\tfrac {3}{74}}}  | n.A.   | 0 {\displaystyle {\tfrac {4}{72}}} | 0 {\displaystyle {\tfrac {5}{73}}}  | 0      | 12    | 219          | 4.    |
| 2.  | Kreis IV Sachsen       | 2 {\displaystyle {\tfrac {13}{45}}} |                                     | n.A.   | 0 {\displaystyle {\tfrac {6}{63}}} | 2 {\displaystyle {\tfrac {12}{42}}} | 4      | 31    | 150          | 2.    |
| 3.  | Kreis XII Bayern       | n.A.                                | n.A.                                |        | n.A.                               | n.A.                                | 0      | 0     | 0            | 5.    |
| 4.  | Kreis IX Mittelrhein   | 2 {\displaystyle {\tfrac {12}{40}}} | 2 {\displaystyle {\tfrac {10}{50}}} | n.A.   |                                    | 2 {\displaystyle {\tfrac {12}{53}}} | 6      | 34    | 143          | 1.    |
| 5.  | Kreis VI Hannover      | 2 {\displaystyle {\tfrac {11}{50}}} | 0 {\displaystyle {\tfrac {4}{74}}}  | n.A.   | 0 {\displaystyle {\tfrac {4}{70}}} |                                     | 2      | 19    | 194          | 3.    |

Die erste Zahl in der Tabelle gibt die Anzahl der Punkte an, der Zähler der zweiten Zahl die gewonnenen Einzelgefechte und der Nenner die erhaltenen Treffer.

### Endergebnisse
| Platz | Kreis                | Sportler                                                        |
| ----- | -------------------- | --------------------------------------------------------------- |
| 1     | Kreis IX Mittelrhein | Wilhelm Schöndube August Heim Kurt Wahl A. Bauer Julius Thomson |
| 2     | Kreis XIV Sachsen    | Paul Postel Siegfried Berthold Riedel Schubert Kirsten          |
| 3     | Kreis VI Hannover    | Berger Hoffmeister Raupach Starck Dehnhardt                     |

Weitere Platzierungen: 4. Kreis IIIb Brandenburg 0 Siege. 5. Kreis XII Bayern, nicht angetreten

### Beste Einzelfechter
| Platz | Sportler                              | Verein                                   |
| ----- | ------------------------------------- | ---------------------------------------- |
| 1     | Wilhelm Schöndube 12 Siege 26 Treffer | Kreis IX Mittelrhein Eintracht Frankfurt |
| 2     | August Heim 11 Siege 21 Treffer       | Kreis IX Mittelrhein TV Offenbach        |
| 3     | Paul Postel 9 Siege 31 Treffer        | Kreis XIV Sachsen TV Chemnitz            |
| 4     | Siegfried Berthold 9 Siege 43 Treffer | Kreis XIV Sachsen TV Chemnitz            |